# NGC 1427
NGC 1427 je galaksija u zviježđu Kemijska peć.

## Vanjske poveznice
- SEDS: NGC 1427